# Onnezies
Onnezies is een dorp in de Belgische provincie Henegouwen, en een deelgemeente van de Waalse gemeente Honnelles. 

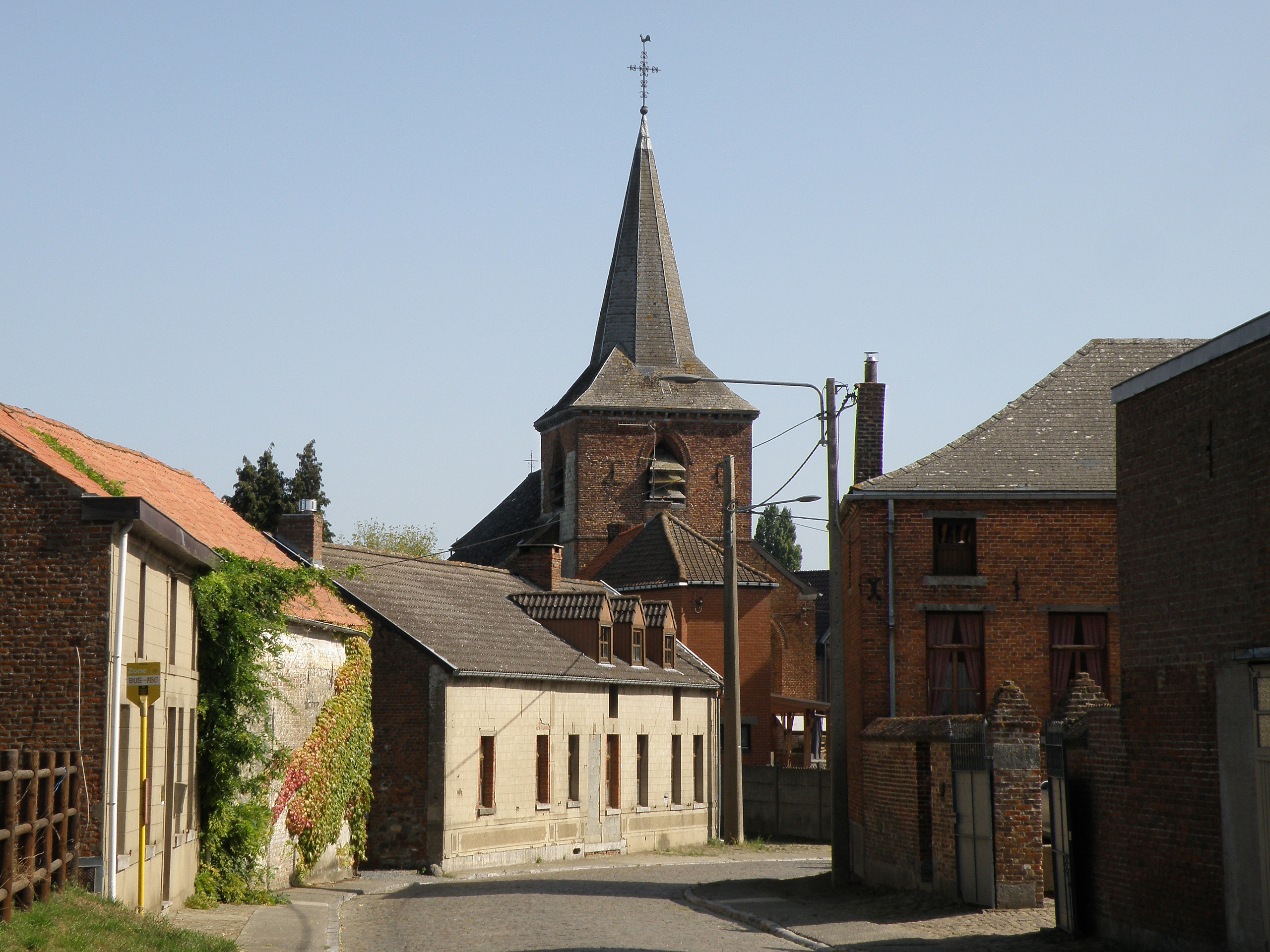
Dorpscentrum van Onnezies

## Geschiedenis
Ten noordwesten van het dorp werd in 1882 de spoorlijn van Dour naar de Franse grens geopend, met een halte ter hoogte van Onnezies.
De spoorweg door Onnezies werd buiten gebruik genomen begin jaren 1960.
Onnezies was een zelfstandige gemeente de gemeentelijke fusies van 1977, toen het met negen andere gemeenten een deelgemeente werd van de nieuwe fusiegemeente Honnelles.

## Bezienswaardigheden
- De Église Saint-Pierre
- De duiventoren van de voormalige kasteelboerderij, beschermd als monument in 1973

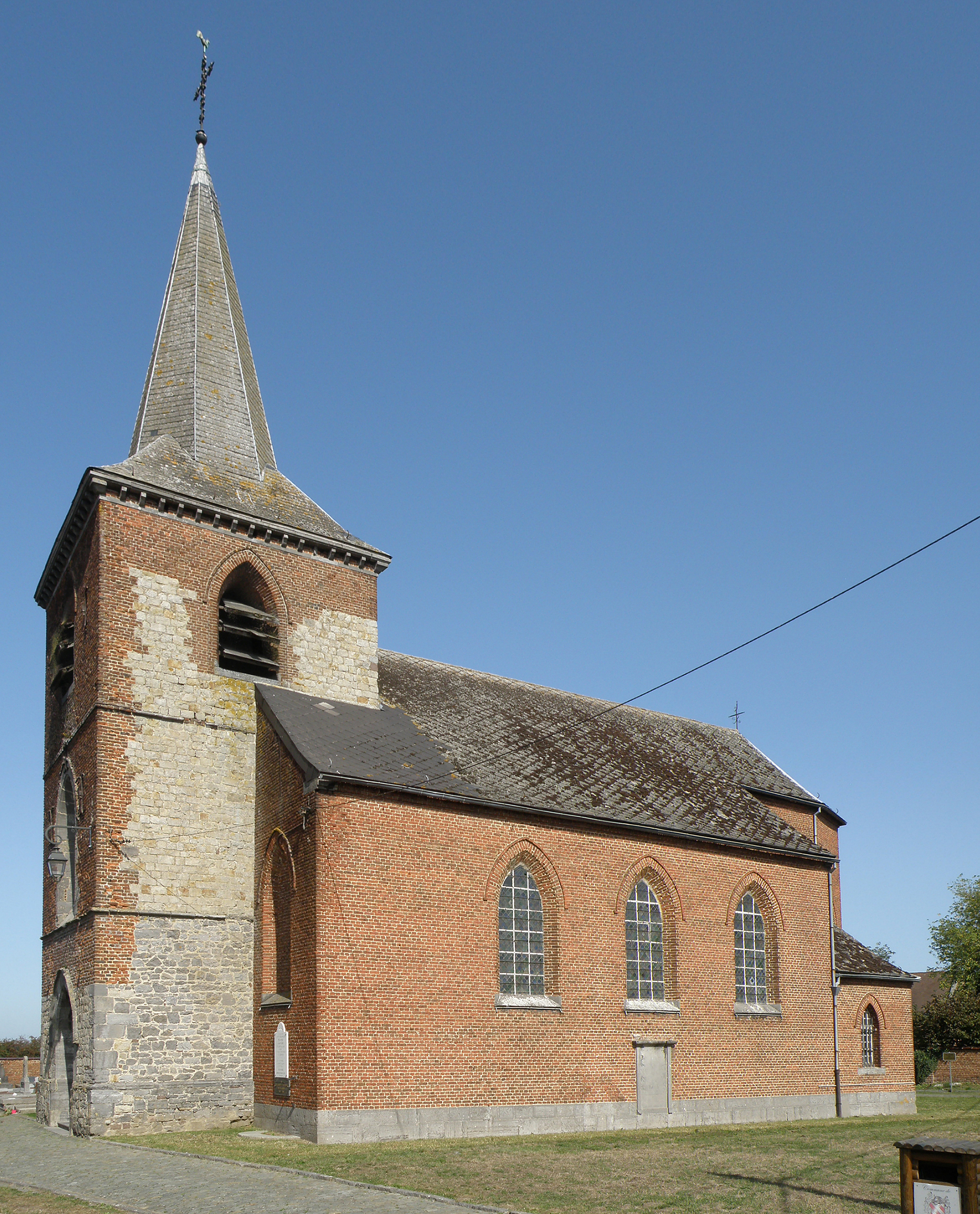
Église Saint-Pierre

## Demografische ontwikkeling
- Bronnen:NIS, Opm:1831 tot en met 1970=volkstellingen, 1976= inwoneraantal op 31 december

## Verkeer en vervoer

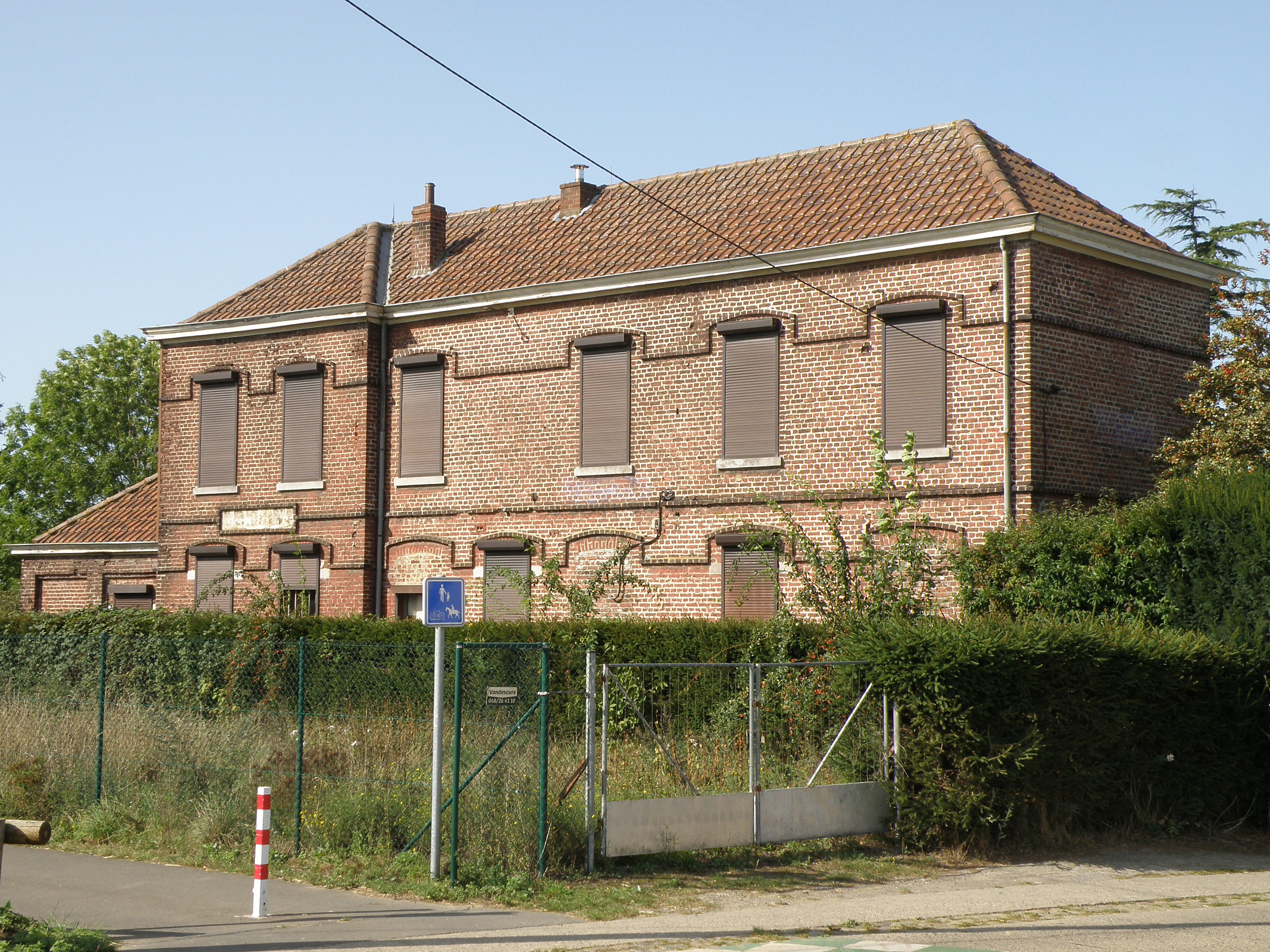
Voormalig station

Op het grondgebied van Onnezies stond het station Angre, langs de voormalige spoorlijn 98A (van Dour, via Roisin, naar Frankrijk).